# Mysiura
Mysiura – skała w prawych zboczach Doliny Brzoskwinki w miejscowości Chrosna w województwie małopolskim, w powiecie krakowskim, w gminie Liszki. Znajduje się na Garbie Tenczyńskim (część Wyżyny Krakowsko-Częstochowskiej) w obrębie Tenczyńskiego Parku Krajobrazowego.
W 2007 r. na prawym zboczu Doliny Brzoskwinki usunięto zadrzewienia na skałach i w ich otoczeniu, przez co skały stały się dobrze widoczne i efektowne. Mysiura wraz ze Skałą Artystów znajduje się w grupie skał tworzących skalny mur opadający wzdłuż zbocza. Mysiura jest najniżej z nich położona. Tuż poniżej niej prowadzi szlak turystyczny i ścieżka dydaktyczna.
Zbudowana z wapienia Mysiura ma wysokość 16–18 m, pionowe lub przewieszone ściany z filarem. Jest obiektem wspinaczki. Wspinacze poprowadzili na niej 6 dróg wspinaczkowych (w tym 1 projekt). Mają długość 17–18 m i zróżnicowany stopień trudności  – od III do VI.5+ w skali Kurtyki. Wszystkie, z wyjątkiem trójkowej, mają zamontowaną asekurację w postaci 5–7 ringów b(r) i stanowiska zjazdowe (st) lub ring zjazdowy (rz). Ściany wspinaczkowe o wystawie wschodniej i południowo-wschodniej.
W Mysiurze znajduje się ciasna jaskinia Meander w Mysiurze.

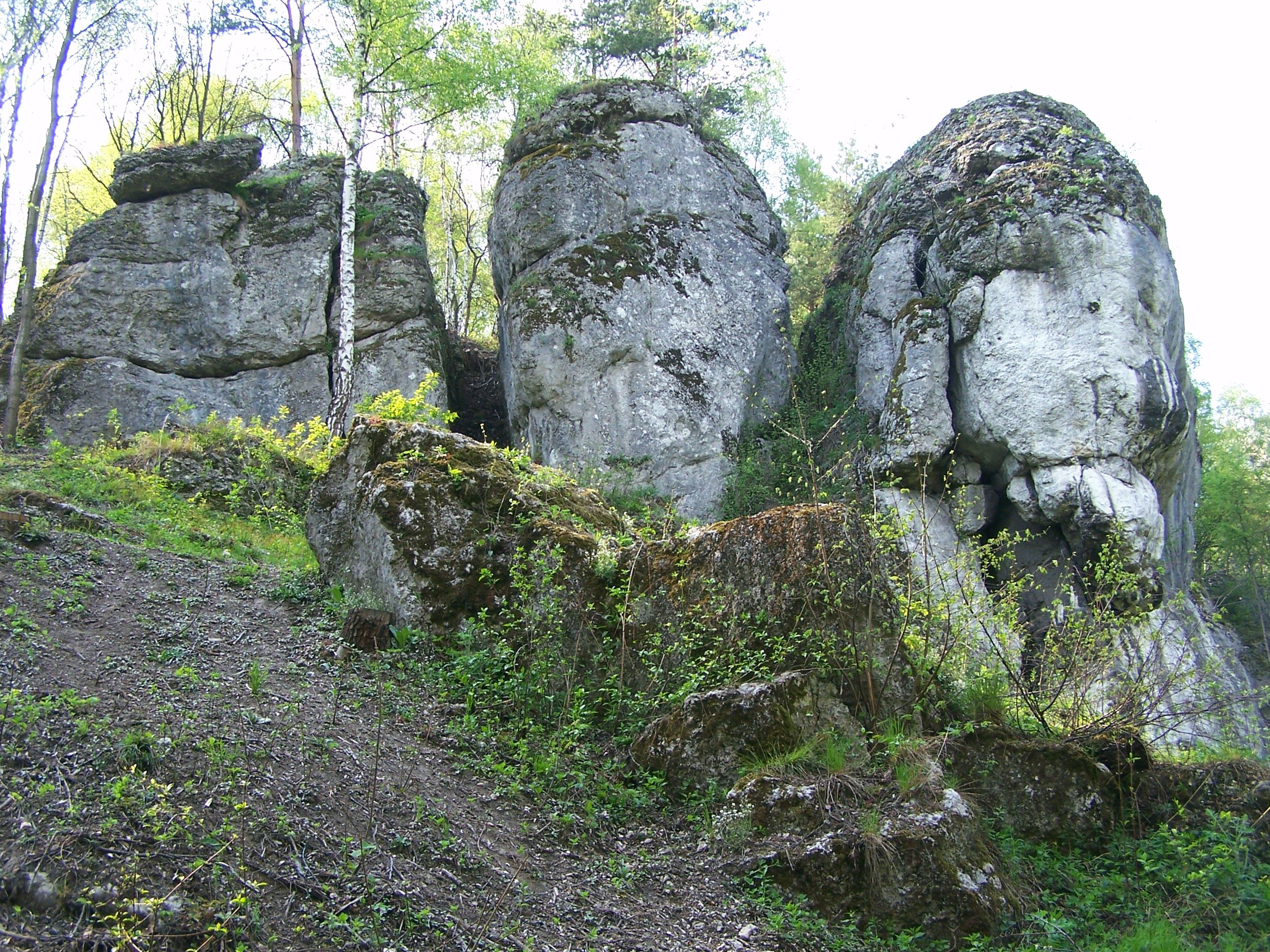
Skała Artystów i Mysiura (po prawej)
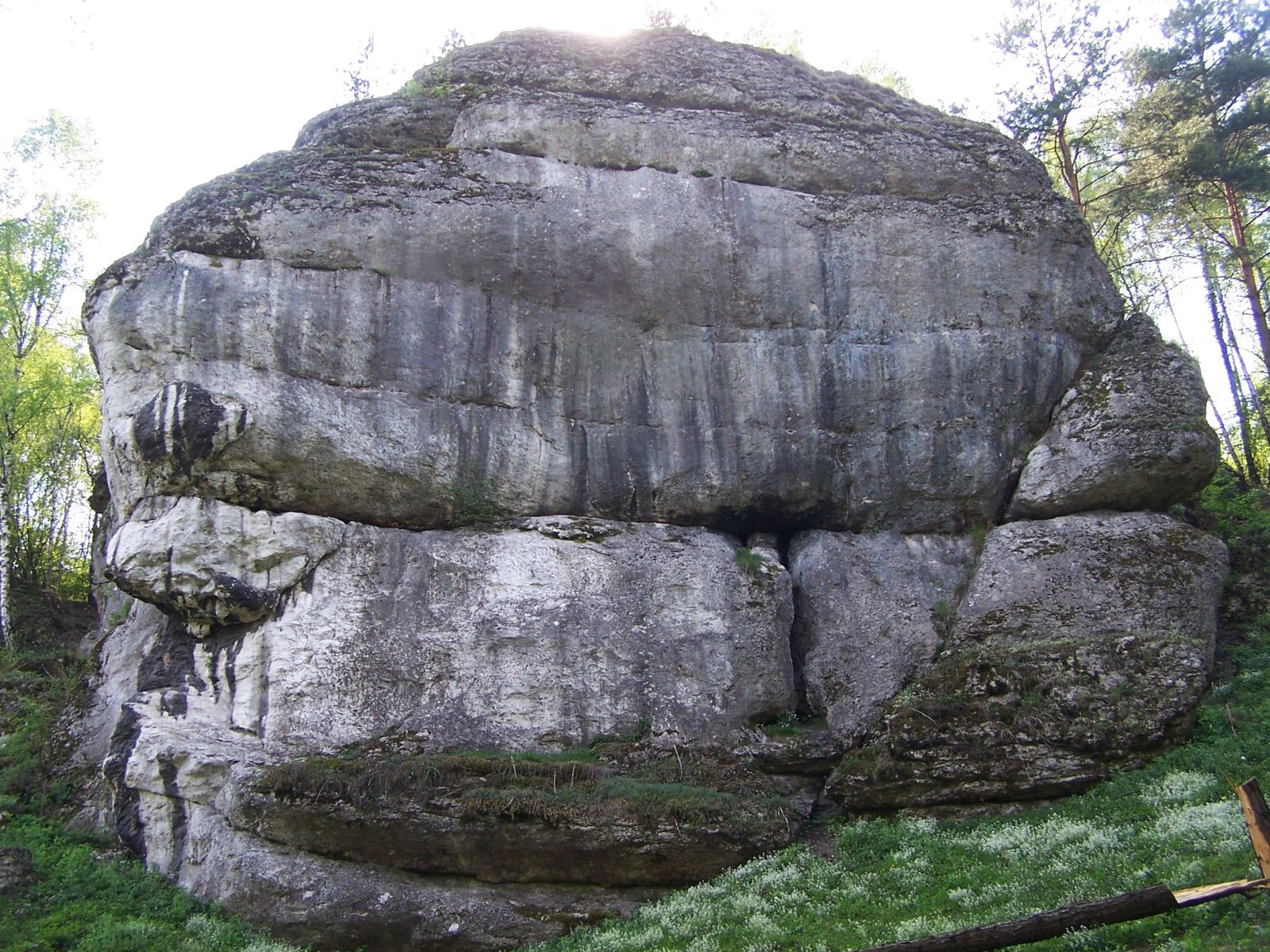
Ściana wschodnia
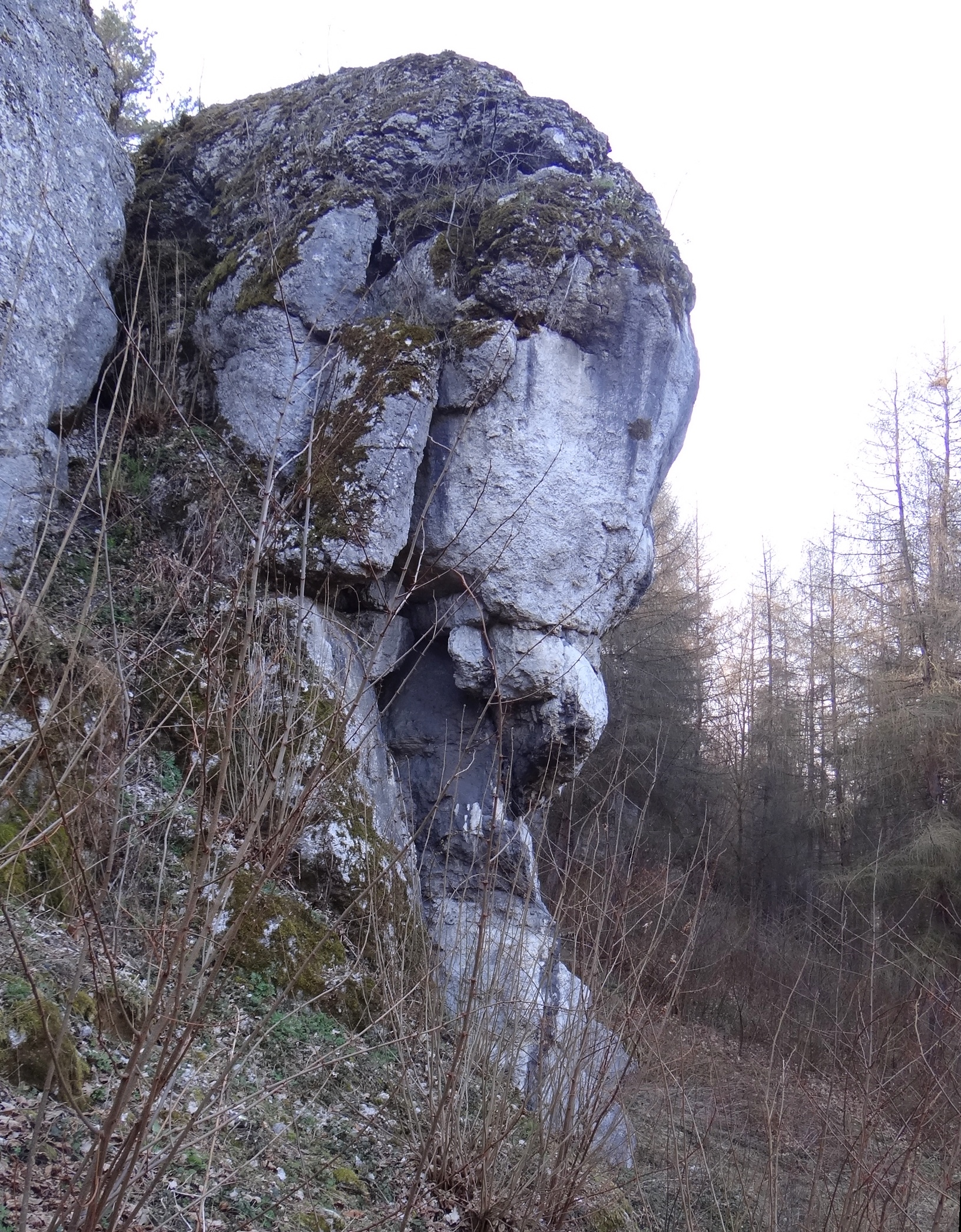
Ściana południowa
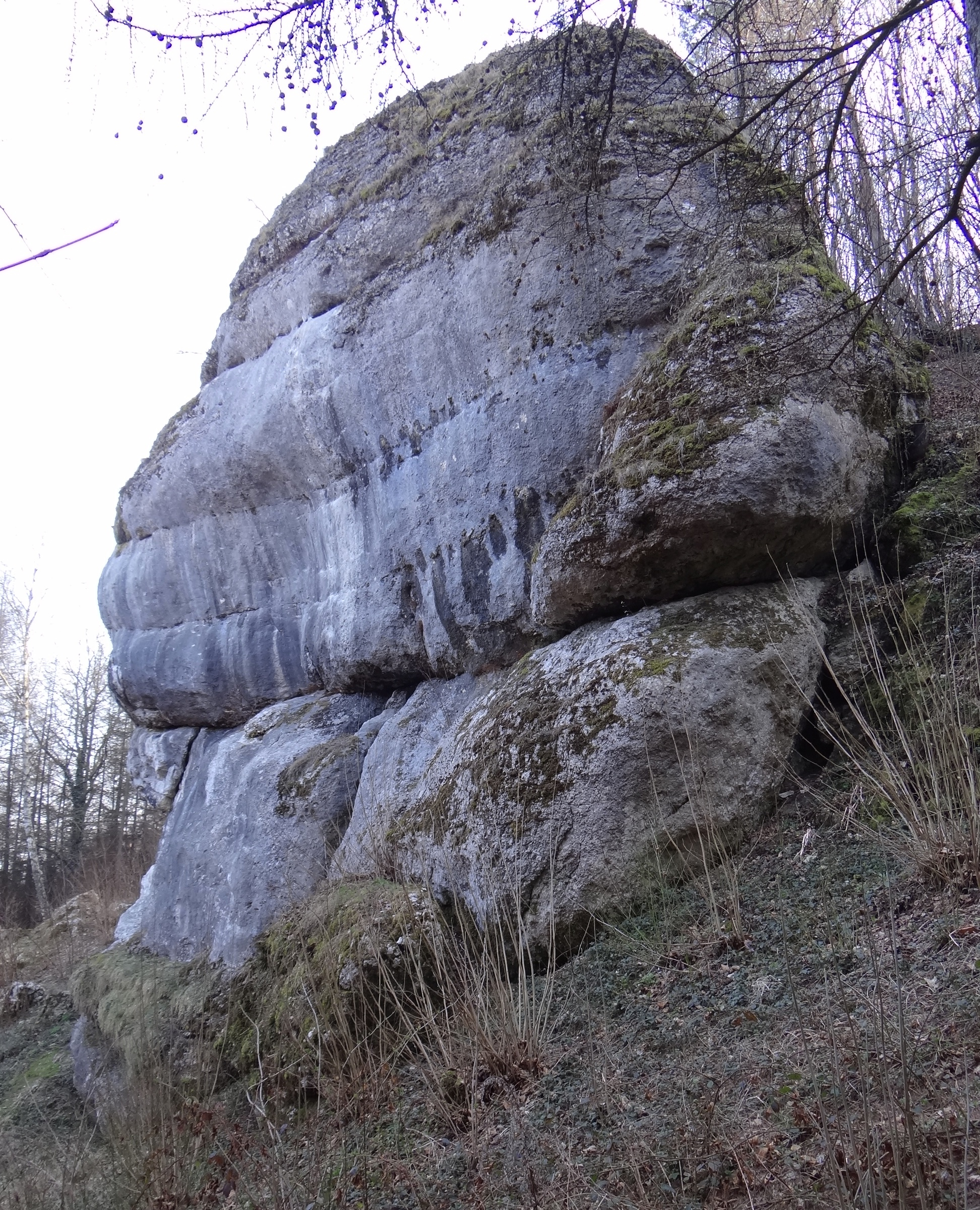
Ściana północna

## Drogi wspinaczkowe
1. Odkrywcy nowych światów; 5r + rz, VI.2+, 17 m
2. Anno Dominico; 5r + st, VI.4+/5, 17 m
3. Szare eminencje zachwytu; 6r + st, 17 m
4. Projekt (Hetman Rzewuski); 7r + st, 17 m
5. Projekt; 7r + st, 17 m
6. Rysa Mysiury; III, 18 m[4].

## Szlaki turystyczne
Mników – Dolina Mnikowska – Wąwóz Półrzeczki – Dolina Brzoskwinki – Brzoskwinia – Las Zabierzowski – Zabierzów.
 ścieżka dydaktyczna „Chrośnianeczka”: Chrosna – Dolina Brzoskwinki – Chrosna